# Alquimist
『Alquimist』（アルキミスト）は、カルロス・トシキの2枚目のオリジナル・アルバム。

## 解説
ワーナーミュージック・ジャパンから日本コロムビアに移籍後の初アルバム。1年2か月振りとなった。
2枚目シングル「I Love Japan」は、本作発売から1か月後にリカットされ、アルバムとは異なり、シングル・ヴァージョンで収録となっている。

## ディスクジャケット
ジャケットは「I Love Japan」と同様の、白黒のカルロスの写真を採用している。

## 再発盤
2020年8月19日に、ボーナス・トラック5曲を加えたCDがタワーレコード限定発売でリリースされた。2枚のシングル「PASSION」「夢を見させて」のカップリング曲を含む4曲とアルバム『どうしてだろう』の1曲目「Cross Shadow」が収録されている。

## 収録曲
※11〜15は、2020年再発盤のみの収録曲。
編曲：杉山卓夫（4,5,8,9,10）／松本晃彦（1,2,3,7）／水島康貴（6）
1. I Love Japan（Album Version）
  - 作詞：森雪之丞 作曲：JULIA
2. HYPNOTIZE
  - 作詞：帆苅伸子 作曲：和泉常寛
3. CASUAL
  - 作詞：吉元由美 作曲：和泉常寛
4. Julia
  - 作詞：許瑛子 作曲：カルロス・トシキ
5. SILENT RYTHM
  - 作詞：許瑛子 作曲：JULIA
6. TIME〜時を越えて〜
  - 作詞・作曲：カルロス・トシキ
7. Dancing in the Rain
  - 作詞：森雪之丞 作曲：和泉常寛
8. Give me a tu tu
  - 作詞：吉元由美 作曲：JULIA
9. 優しすぎた人へ
  - 作詞：吉元由美 作曲：和泉常寛
10. Art Of Life
  - 作詞：許瑛子 作曲：JULIA
11. （ボーナス・トラック）Cross Shadow
12. （ボーナス・トラック）午後の事情
13. （ボーナス・トラック）Passion
14. （ボーナス・トラック）夢を見させて
15. （ボーナス・トラック）Boy